# Ropakkojärvi
Ropakkojärvi eller Rapakkojärvi är en sjö i Finland. Den ligger i kommunen Kuusamo i landskapet Norra Österbotten, i den nordöstra delen av landet, 700 km norr om huvudstaden Helsingfors. Ropakkojärvi ligger 247,9 meter över havet. Den är 12,07 meter djup. Arean är 51,5 hektar och strandlinjen är 6,66 kilometer lång. Sjön  ingår i Koundaälvens huvudavrinningsområde. 